# Thomas Dehau
Pour les articles homonymes, voir Dehau.
Thomas Dehau (de son nom de naissance Pierre Marie Félix Dehau), né le 5 août 1870 à Bouvines (Nord) et mort le 21 octobre 1956 dans la même ville, est un prêtre dominicain français, auteur de plusieurs ouvrages de spiritualité.
À la suite de la condamnation de son neveu Thomas Philippe en 1956 pour des agressions sexuelles, Thomas Dehau, eu égard à son âge et à sa maladie, ne reçoit qu’une monition canonique, Rome considérant une part de sa responsabilité dans ces abus sexuels.

## Biographie
Pierre Dehau naît dans la bourgeoisie catholique du Nord. Son père Félix Dehau (1846-1934) est catholique légitimiste, oblat de l'abbaye Saint-Martin de Ligugé et propriétaire agriculteur à Bouvines. Il est maire de Bouvines de 1872 à 1934 et conseiller général du canton de Cysoing de 1901 à 1913. Sa mère Marie Lenglart (1849-1940), est issue de la grande bourgeoisie lilloise. Ils auront dix enfants dont deux entrent dans les ordres, Pierre Dehau chez les Dominicains et Claire Dehau (1872-1932) chez les Filles de la charité de Saint-Vincent-de-Paul. Leur demeure familiale de Bouvines est le lieu de fréquentes réunions familiales.

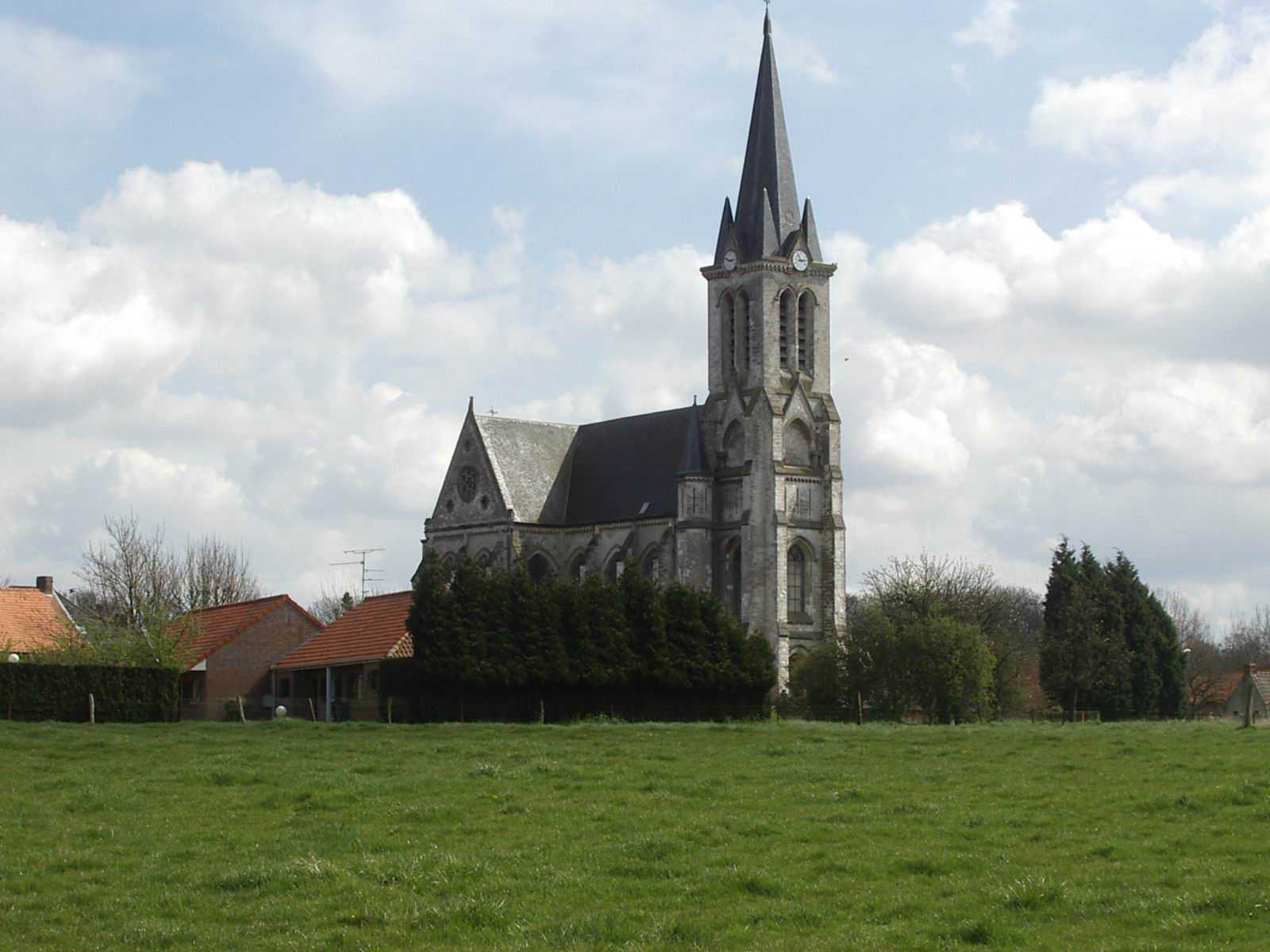
Vue de l'église Saint-Pierre de Bouvines.

Pierre Dehau entre à dix-huit ans au séminaire d'Issy-les-Moulineaux. Il est ordonné prêtre à Cambrai le 17 février 1894, devient aumônier de l'École pratique libre d'agriculture de Genech, puis est envoyé étudier la théologie à Fribourg. C'est dans ce couvent d'études international qu'il décide d'entrer chez les dominicains. Il demande son admission dans la province de France (expulsée en 1880 par les autorités anticléricales françaises, mais ses membres exercent en « catimini » depuis 1886) en 1896 et prend le nom de religion de Thomas. Il entreprend sa formation sous le pontificat de Léon XIII, marqué par la doctrine sociale de l'Église. Il prononce ses vœux solennels le 17 février 1900. Il enseigne quelque temps la pastorale à Fribourg. C'est par la prédication qu'il exerce ensuite son apostolat. Il est fermement convaincu que la contemplation n'est pas réservée aux religieux ou au moniales. Obligé de s'exiler comme tous ses frères, au début du siècle, il prêche au gré de ses affectations. Il retourne définitivement à Paris en 1920, car les relations de la République française avec le Saint-Siège s'améliorent progressivement.
Oncle maternel de Thomas Philippe (1905-1993), cofondateur de l'Arche, et de Marie-Dominique Philippe (1912-2006), fondateur de la Communauté Saint-Jean, il exerce une influence auprès de ses neveux et nièces (deux des sœurs Philippe seront dominicaines et deux autres bénédictines ; en tout ce sont treize vocations dominicaines) qu'il retrouve régulièrement et forme pendant les vacances. « Patriarche caché », selon l'expression de Jean Vanier, il jouit d’une aura considérable, tant dans sa famille qu’auprès de ses dirigés,. Cependant cette aura a été compromise par la mise en évidence de son rôle dans la formation de ses neveux.
Il s'inspire de préférence de la spiritualité de saint Jean. Il accompagne aussi des laïcs, notamment des intellectuels comme Jacques Maritain et son épouse Raïssa. Il est ami avec l'éditeur Pierre Van der Meer de Walcheren, Julien Green ou André Frossard et maître de Dominicains distingués comme le père Bernard Bro ou le père Marie-Dominique Molinié, auteur de livres de spiritualité. Il rencontre aussi la mystique Marthe Robin.
À moitié aveugle depuis sa jeunesse, c'est surtout par la parole qu'il exerce son apostolat.

## Abus sexuels
En 1956, Thomas Dehau est sanctionné pour complicité dans l'affaire de son neveu Thomas Philippe, condamné pour abus sexuels sur des femmes associés à des justifications mystiques et théologiques faussant leur conscience.
Cécile Philippe, prieure du monastère dominicain de Bouvines et nièce de Thomas Dehau, est également mise en cause pour abus sexuels et complicité. Elle est déposée de sa charge de prieure.
Thomas Dehau, à cause son âge et de sa maladie, n’a reçu qu’une monition canonique. Il admet néanmoins avoir « commis des choses mystérieuses » avec quelques religieuses, ajoutant que son neveu [Thomas Philippe] « avait été moins prudent ».
La sous-prieure du carmel de Nogent-sur-Marne  rapporte dans sa déposition du 19 février 1956 que deux religieuses de son couvent « avaient fait ces choses-là avec le P. Dehau avant le P. Thomas ».

## Ouvrages
- La Compassion de la Sainte Vierge ; le secret des cœurs, Lyon, Éditions de l'Abeille, 1942, 62 pages ; 2e édition 1945, 64 pages.
- Le Contemplatif et la Croix, Lyon, Éditions de l'Abeille, 1943, 2e éd. (1re éd. 1942).
- La Structure liturgique de la messe d'après saint Thomas d'Aquin, Lyon, Éditions de l'Abeille, 1943, 62 p..
- En prière avec Marie, Lyon, Éditions de l'Abeille, 1944, 455 p..
- Le Bon Pasteur, Lyon, Éditions de l'Abeille, 1945, 79 p..
- Joie et Tristesse, Paris, Éditions du Cerf, 1946, 248 p..
- Famille et Sainte Famille : textes prêchés en l'église Notre-Dame-des-Victoires de Paris, Paris, Éditions du Cerf, 1947, 155 p..
- L'Apostolat de Jésus, Québec, Presses de l'Université Laval, 1954, 423 p..
- Des fleuves d'eau vive, le mystère du Cœur de Jésus, Paris, Éditions Association de l'Agneau, 1983, 130 p..
- Toi, notre Père, Paris, Fribourg, Éditions Saint-Paul, 1992, 64 p..
- Comme un mendiant et un voleur [et autres textes], Paris, Fribourg, Éditions Saint-Paul, 1993, 108 p..
- L'Apostolat de Jésus, approche théologique, avec une traduction de la Somme théologique de saint Thomas d'Aquin III, q. 40 a. 1-3, Versailles, Éditions Saint-Paul, 1995, 292 pages.
- Invitation à la contemplation (textes choisis) avec quatre témoignages de divers auteurs, Paris, Éditions du Cerf, 2006, 264 pages.